# Europees kampioenschap voetbal 2020 (achtste finale) Zweden - Oekraïne
Dit artikel gaat over de wedstrijd in de achtste finales tussen Zweden en Oekraïne die gespeeld werd op dinsdag 29 juni 2021 op Hampden Park te Glasgow tijdens het Europees kampioenschap voetbal 2020. Het duel was de 44ste wedstrijd van het toernooi en de 8ste van de knock-outfase. Oekraïne won met 2–1 na een verlenging en ging het in de kwartfinales opnemen tegen Engeland, Zweden werd uitgeschakeld.

## Voorafgaand aan de wedstrijd
- Zweden stond bij aanvang van het toernooi op de achttiende plaats van de FIFA-wereldranglijst.[1] Twaalf EK-deelnemers waren hoger gerangschikt op die lijst. Oekraïne was op de 24ste plaats terug te vinden.[2] Oekraïne kende vijftien EK-deelnemers met een hogere positie op die ranglijst.
- Oekraïne en Zweden troffen elkaar voorafgaand aan deze wedstrijd al vier keer. Zweden won een van die wedstrijden, Oekraïne zegevierde tweemaal en één keer eindigde het duel onbeslist. In de groepsfase van het EK 2012 won Oekraïne met 2–1.
- Voor Zweden was dit zijn zevende deelname aan een EK-eindronde en de zesde achtereenvolgende. Twee keer eerder bereikte Zweden de knock-outfase. Oekraïne nam voor een derde maal deel aan een EK-eindronde en wel op een rij. Voor het eerst bereikte Oekraïne de knock-outfase.
- Zweden werd met zeven punten groepswinnaar in groep C, boven Spanje, Slowakije en Polen. Oekraïne plaatste zich voor de achtste finales met drie punten en een derde plaats in groep C, achter Nederland en Oostenrijk en boven Noord-Macedonië.

## Wedstrijdgegevens[3]
| Datum                  | 29 juni 2021                                                                                     | 29 juni 2021                                                                                     |
| Aftrap                 | 21:00 uur                                                                                        | 21:00 uur                                                                                        |
| Wedstrijdnummer        | 44                                                                                               | 44                                                                                               |
| Stadion                | Hampden Park, Glasgow                                                                            | Hampden Park, Glasgow                                                                            |
| Toeschouwers           | 9.221                                                                                            | 9.221                                                                                            |
| Scheidsrechter         | Daniele Orsato                                                                                   | Daniele Orsato                                                                                   |
| Assistenten            | Alessandro Giallatini Fabiano Preti                                                              | Alessandro Giallatini Fabiano Preti                                                              |
| Vierde official        | Davide Massa                                                                                     | Davide Massa                                                                                     |
| Videoscheidsrechters   | Massimiliano Irrati Marco Di Bello (assistent) Filippo Meli (assistent) Paolo Valeri (assistent) | Massimiliano Irrati Marco Di Bello (assistent) Filippo Meli (assistent) Paolo Valeri (assistent) |
| Man van de wedstrijd   | Oleksandr Zintsjenko                                                                             | Oleksandr Zintsjenko                                                                             |
|                        | Zweden                                                                                           | Oekraïne                                                                                         |
| Doelpunten             | 1                                                                                                | 2                                                                                                |
| Gele kaarten           | 2                                                                                                | 2                                                                                                |
| Rode kaarten           | 1                                                                                                | 0                                                                                                |
| Wissels                | 6                                                                                                | 6                                                                                                |
| Schoten op doel        | 3                                                                                                | 4                                                                                                |
| Schoten naast doel     | 7                                                                                                | 8                                                                                                |
| Overtredingen          | 11                                                                                               | 7                                                                                                |
| Hoekschoppen           | 6                                                                                                | 2                                                                                                |
| Buitenspel             | 2                                                                                                | 3                                                                                                |
| Passnauwkeurigheid (%) | 84                                                                                               | 89                                                                                               |
| Balbezit (%)           | 46                                                                                               | 54                                                                                               |

| Zweden | 1 – 2 (n.v.)   | Oekraïne |
| (Andrij Jarmolenko) Emil Forsberg 43' | goals (assist) | 27' Oleksandr Zintsjenko (Andrij Jarmolenko) 120+1' Artem Dovbyk (Oleksandr Zintsjenko) |
| Janne Andersson | bondscoach     | Andrij Sjevtsjenko |
| Robin Olsen Mikael Lustig 83' Victor Lindelöf Marcus Danielson Ludwig Augustinsson 83' Sebastian Larsson 97' Kristoffer Olsson 101' Albin Ekdal Emil Forsberg Dejan Kulusevski 97' Alexander Isak 97' | opstellingen   | Heorhij Boesjtsjan Oleksandr Karavajev Illya Zabarnyi Serhiy Kryvtsov Mykola Matvijenko 118' Serhij Sydortsjoek 95' Taras Stepanenko ( 106') Oleksandr Zintsjenko 106' Andrij Jarmolenko 91' Roman Jaremtsjoek 61' Mykola Sjaparenko |
| Pierre Bengtsson 83' Emil Krafth 83' Robin Quaison 97' Marcus Berg ( 97') 97' Viktor Claesson 97' Filip Helander 101'                                                                                 | wissels        | 61' Roeslan Malinovski 101' 91' Artem Besjedin 95' Jevhen Makarenko 101' Viktor Tsihankov 106' Artem Dovbyk 118' Roman Bezoes |
| Emil Forsberg 85' | gele kaarten   | 69' Dejan Kulusevski 79' Andrij Jarmolenko 120+1' Artem Dovbyk |
| Marcus Danielson 98' | rode kaarten   | |